# Odinokaya Nunatak
Der Odinokaya Nunatak (englisch; russisch Гора Одинокая Gora Odinokaja, deutsch ‚Einsamer Berg‘) ist ein kleiner und isolierter Nunatak im ostantarktischen Königin-Maud-Land. Im Mühlig-Hofmann-Gebirge ragt er 25 km nordwestlich der Gebirgsgruppe Jaren auf.
Norwegische Kartographen kartierten ihn anhand von Vermessungen und Luftaufnahmen der Dritten Norwegischen Antarktisexpedition (1956–1960). Wissenschaftler einer sowjetischen Antarktisexpedition kartierten ihn 1961 erneut und gaben ihm seinen Namen. Diesen übertrug das Advisory Committee on Antarctic Names im Jahr 1970 in einer angepassten Teilübersetzung ins Englische.